# Peruphasma nigrum
Peruphasma nigrum är en insektsart som beskrevs av Oskar V.Conle och Frank H.Hennemann 2002. Peruphasma nigrum ingår i släktet Peruphasma och familjen Pseudophasmatidae. Inga underarter finns listade i Catalogue of Life.

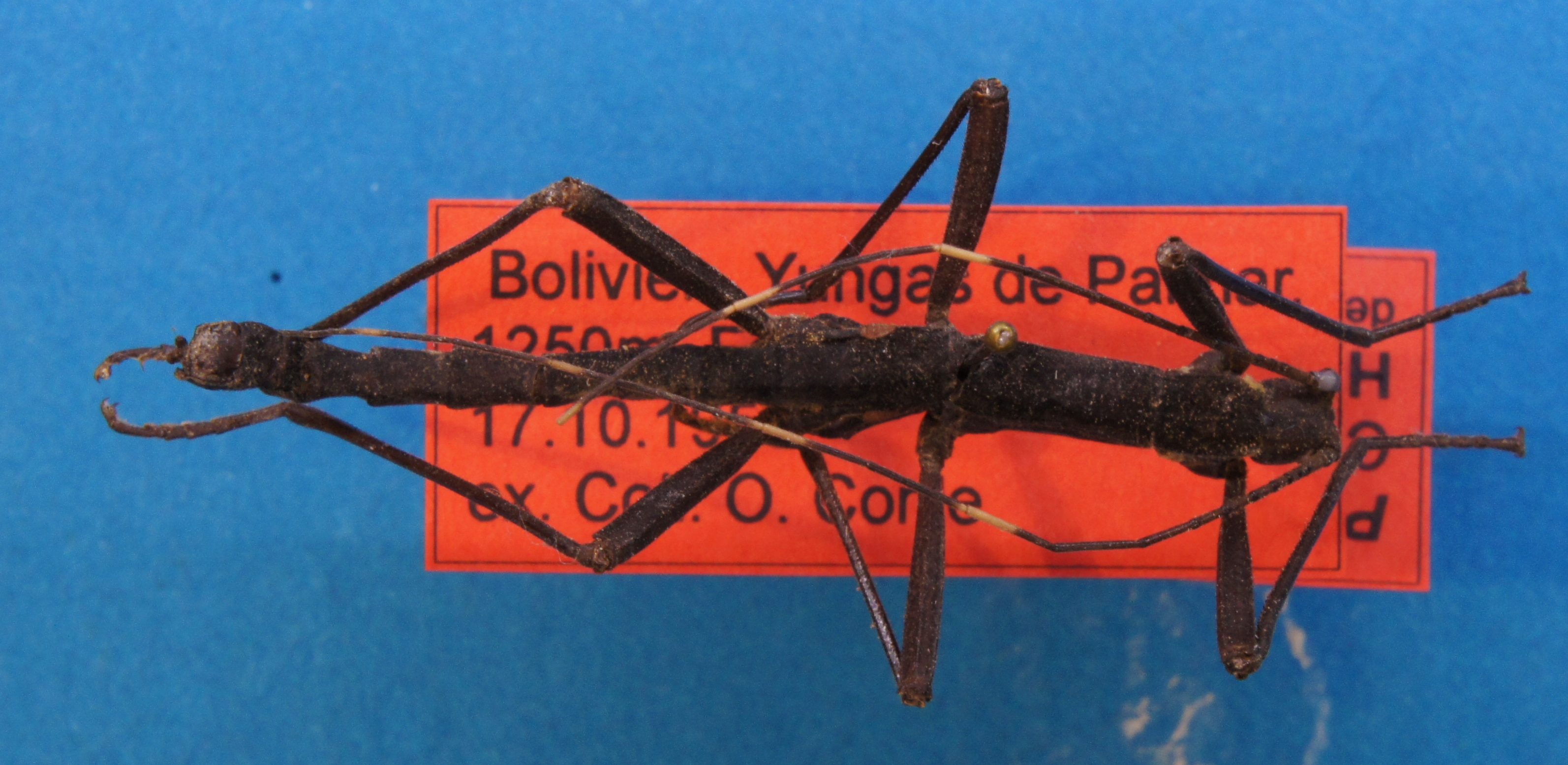
Holotype of Peruphasma nigrum Conle & Hennemann, 2002 (Pseudophasmatinae, Anisomorphini) in Zoologische Staatssammlung München